# Ulster (řeka)
Ulster je řeka v Německu protékající spolkovými zeměmi Hesensko a Durynsko. Je to levostranný přítok řeky Werry. Délka toku činí 55,5 km. Plocha povodí měří 421,5 km².

## Průběh toku
Řeka Ulster pramení v pohoří Rhön, v nadmořské výšce 818 m, ve spolkové zemi Hesensko. Teče převážně severním směrem. Protéká obcemi Ehrenberg, Hilders, Tann a Geisa. Ústí do řeky Werry nedaleko Philippsthalu v nadmořské výšce 222 m.

### Větší přítoky
- levé – Grumbach, Brandbach, Geisa, Taft
- pravé – Kohlbach

## Vodní režim
Průměrný průtok nedaleko jejího ústí u Philippsthalu činí 5,1 m³/s.

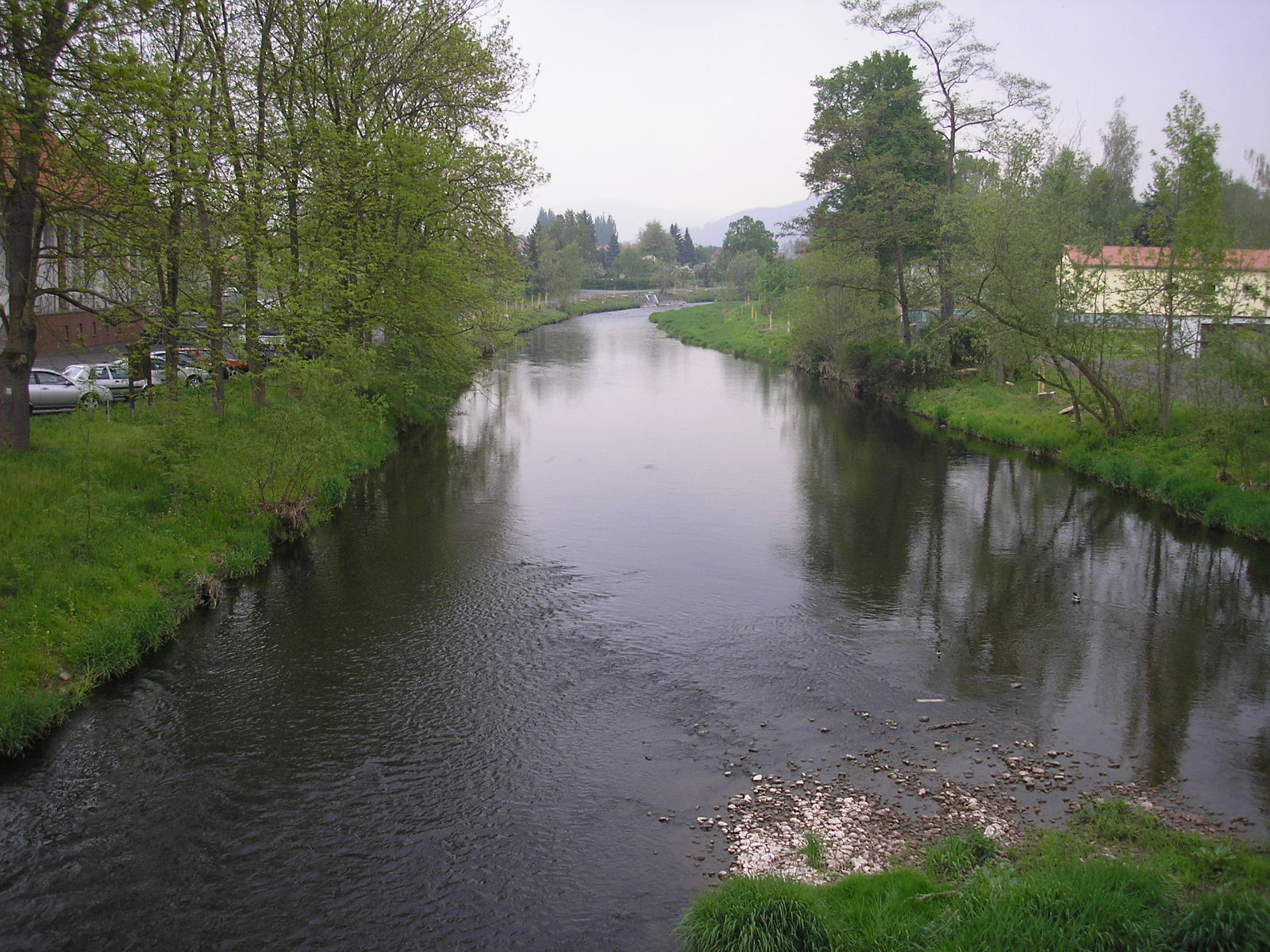
Geisa – pohled z mostu na řeku Ulster
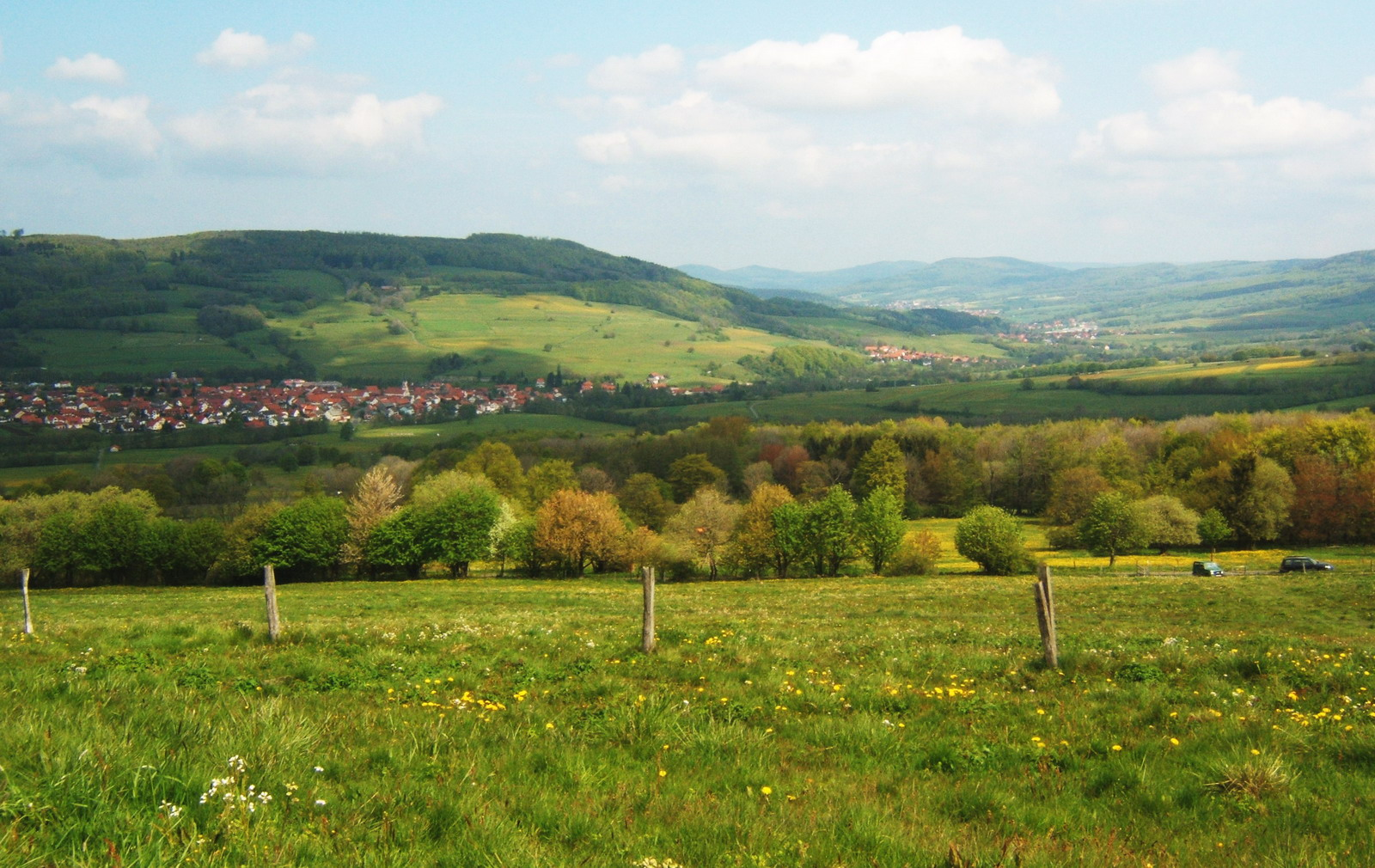
Údolí řeky Ulster